# Хорват, Адам
Адам Хорват (венг. Horváth Ádám; род. 14 июля 1981) — венгерский шахматист, гроссмейстер (2002).
Чемпион Венгрии 2015 года.
В составе сборной Венгрии участник 37-й Олимпиады (2006) в Турине.

## Изменения рейтинга
| Графики недоступны из-за технических проблем. См. информацию на Фабрикаторе и на mediawiki.org. |